# (32154) 2000 MH
2000 MH (asteroide 32154) é um asteroide da cintura principal. Possui uma excentricidade de 0.26795240 e uma inclinação de 20.81081º.
Este asteroide foi descoberto no dia 23 de junho de 2000 por John Broughton em Reedy Creek.